# Dale Hamilton
Dale Brice Hamilton (Fort Wayne, Indiana; 16 de agosto de 1919 - 12 de agosto de 1994) fue un jugador de baloncesto estadounidense que disputó una temporada en la NBA, además de jugar en la NBL y la ABL. Con 1,83 metros de estatura, jugaba en la posición de base.

## Trayectoria deportiva

### Universidad
Jugó durante su etapa universitaria con los Grizzlies del Franklin College de Indiana, siendo el único jugador hasta la fecha de dicha institución en llegar a jugar en la NBA.

### Profesional
Comenzó su carrera profesional en los Hammond Ciesar All-Americans de la NBL en 1939, donde jugó únicamente siete partidos en los que promedió 1,6 puntos. Al año siguiente fichó por los Fort Wayne Pistons, con los que disputó 4 temporadas, con los que ganó el título en 1944 a pesar de aportar sólo 4 puntos en 11 partidos.
Tras un breve paso por los Wilmington Bombers de la ABL, regresó en 1945 a la NBL de la mano de los Toledo Jeeps, donde jugó sus dos mejores temporadas como profesional,sobre todo la primera en la que se situó entre los mejores anotadores de su equipo con 6,7 puntos por partido.
En 1948 fichó por los Waterloo Hawks, equipo que al año siguiente competiría en la NBA, en la única temporada de Hamilton en la mejor liga, en la que promedió 1,8 puntos y 1,2 asistencias por partido.

## Estadísticas de su carrera en la NBA

### Temporada regular
| Temporada | Edad | Equipo         | Liga | Pos. | P  | TIT | MIN | TC  | TCA | %TC  | 3P | 3PA | %3P | TL  | TLA | %TL  | R.OF. | R.DEF. | REB | ASIS | ROB | TAP | PER | FP  | PTS |
| 1949-50   | 30   | Waterloo Hawks | NBA  |      | 14 |     |     | 0.6 | 2.4 | .242 |    |     |     | 0.6 | 1.4 | .474 |       |        |     | 1.2  |     |     |     | 2.1 | 1.8 |
| Total     |      |                | NBA  |      | 14 |     |     | 0.6 | 2.4 | .242 |    |     |     | 0.6 | 1.4 | .474 |       |        |     | 1.2  |     |     |     | 2.1 | 1.8 |